# Hadjeret Ennous
Hadjeret Ennous là một đô thị thuộc tỉnh Tipaza, Algérie. Dân số thời điểm năm 2002 là 1.739 người.